# کیولاجیک
کیولاجیک (انگلیسی: QLogic) شرکت سخت‌افزار آمریکایی است، که در سال ۱۹۹۲ تأسیس شد.